# Alternative Ernährung
Alternative Ernährung oder Alternative Ernährungsform ist der Oberbegriff für verschiedene Ernährungskonzepte, die von der im westlichen Kulturkreis heute üblichen Mischkost mehr oder weniger stark abweichen und als Dauerkost gedacht sind. Bei den meisten dieser Konzepte wird der Fleischkonsum eingeschränkt oder ganz ausgeschlossen. Nach dem Begriffsverständnis von Ernährungswissenschaftlern stellen Diäten zur Gewichtsreduktion oder auf Grund von Allergien ausdrücklich keine alternative Ernährungsform dar. Dasselbe gilt für befristete Ernährungsweisen wie bei der Franz-Xaver-Mayr-Kur oder der Schrothkur.
Nach Claus Leitzmann lassen sich die alternativen Ernährungslehren grob in drei Gruppen einteilen: Eine Gruppe umfasst Konzepte, die auf einem ganzheitlichen Heilsystem oder einer religiös motivierten Weltanschauung basieren, wobei die Diätetik ein Bestandteil ist. Die zweite Gruppe entstand Ende des 19. Jahrhunderts im Zusammenhang mit Reformbewegungen in Europa und in den USA, in Deutschland als Teil der Lebensreformbewegung. Die dritte Gruppe hat ihren Ursprung in der jüngeren Vergangenheit und baut auf ältere Ernährungslehren auf.
Gemeinsam ist Konzepten zur alternativen Ernährung, dass sie konkrete Empfehlungen geben, welche Lebensmittel zu bevorzugen sind, während andere vermieden werden sollen. Teilweise werden ganze Lebensmittelgruppen tabuisiert. Aus ernährungswissenschaftlicher Sicht sind generelle Verbote von Nahrungsmitteln größtenteils unbegründet. Für angebliche gesundheitsschädliche Wirkungen gibt es in den meisten Fällen keine wissenschaftliche Begründung.
„Viele alternative Ernährungsformen nehmen für sich in Anspruch, krankheitsvorbeugend oder sogar heilend zu wirken. Hierfür gibt es allerdings in den meisten Fällen keinerlei wissenschaftliche Belege.“
Leitzmann als Mitbegründer des Konzepts zur Vollwerternährung rechnet diese Ernährungsform ebenfalls zur alternativen Ernährung.

## Bekannte alternative Ernährungsformen
- Vegetarismus
- Veganismus
- Pflanzenbasierte Ernährung
- Flexitarismus
- Frutarismus
- Pescetarismus
- Vollwerternährung
- Steinzeiternährung („Paleo-Diät“)
- Trennkost
- Rohkost
- Ernährung nach den Fünf Elementen (TCM)
- Ernährung nach Ayurveda
- Ernährung nach Mazdaznan
- Makrobiotik
- Anthroposophische Ernährung
- Blutgruppendiät
- Waerland-Kost
- Schnitzer-Kost